# Freyastera sexradiata
Freyastera sexradiata är en sjöstjärneart som först beskrevs av Perrier 1885.  Freyastera sexradiata ingår i släktet Freyastera och familjen Freyellidae. Inga underarter finns listade i Catalogue of Life.